# Road Less Traveled
Road Less Traveled è il secondo album in studio della cantante statunitense Lauren Alaina, pubblicato il 27 gennaio 2017.

## Tracce
1. Doin' Fine – 3:19
2. My Kinda People – 3:03
3. Three – 3:46
4. Road Less Traveled – 3:36
5. Queen of Hearts – 2:55
6. Think Outside the Boy – 3:41
7. Painting Pillows – 3:17
8. Next Boyfriend – 3:12
9. Crashin' the Boys Club – 2:57
10. Same Day Different Bottle – 3:49
11. Holding the Other – 3:56
12. Pretty – 4:37